# Mine de Boroo
La mine de Boroo est une mine à ciel ouvert d'or située dans la province de Selenge en Mongolie. Elle a ouvert en 2004.